# 無限塔 (布里斯本)
無限塔（英語：Infinity Tower），位處於澳大利亞布里斯本，由美利通集團興建，於2014年竣工，是一幢樓高249米（817英尺）（74層）的住宅大樓。

## 毗鄰
- 羅馬街站
- 乔治王广场
- 皇后街購物中心（英语：Queen Street Mall）

## 圖片集

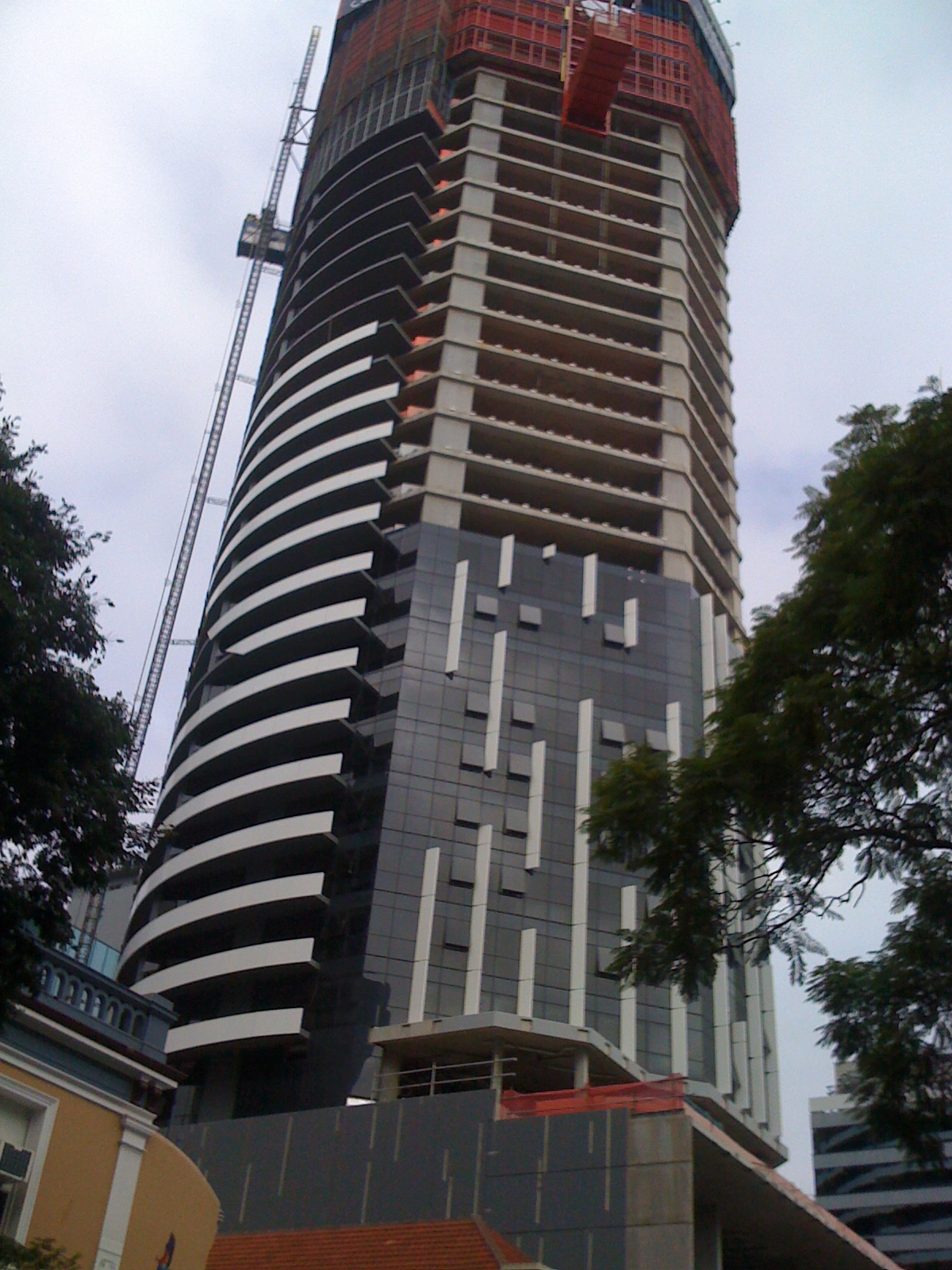
2012年7月尚未竣工的無限塔
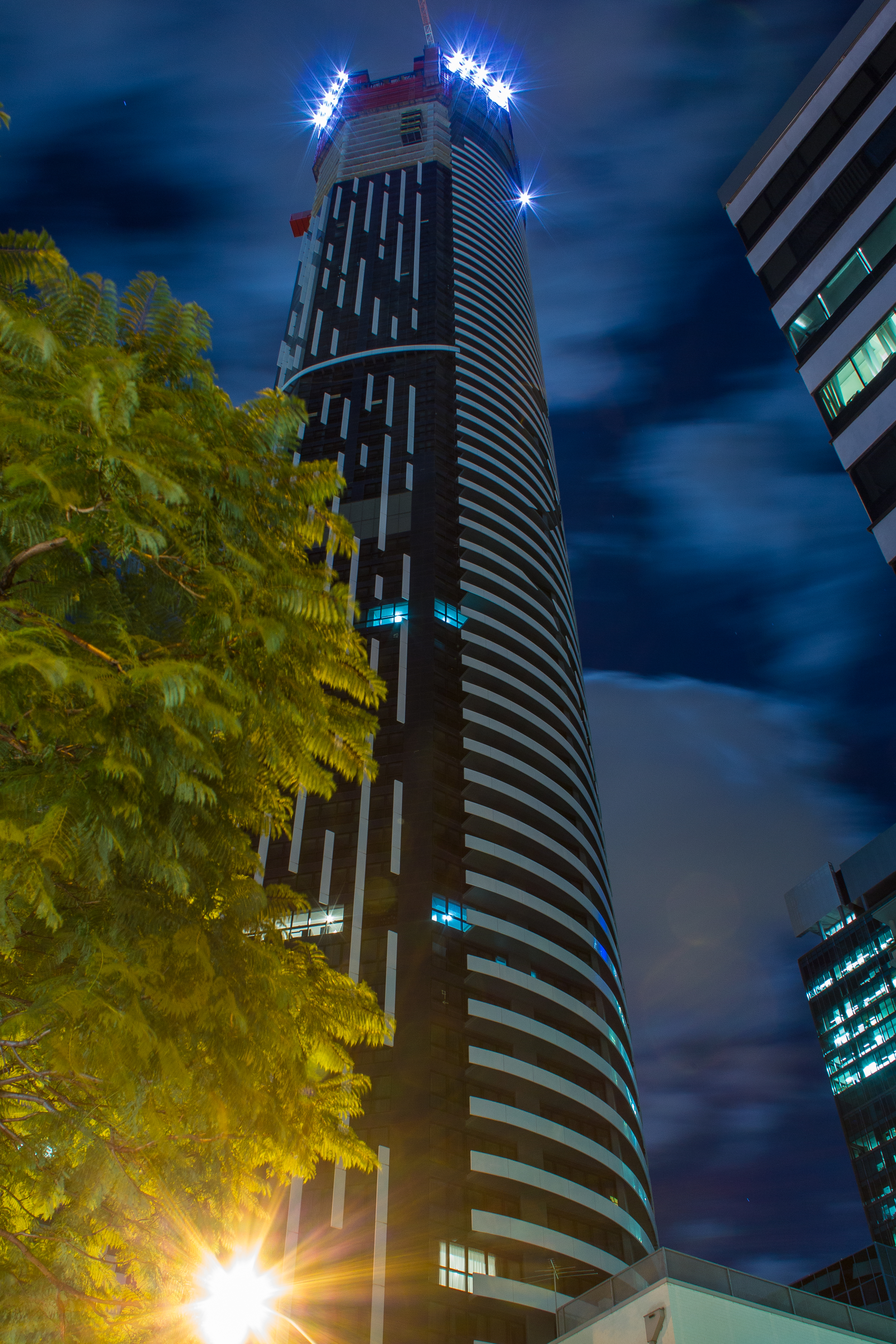
2013年4月尚未竣工的無限塔
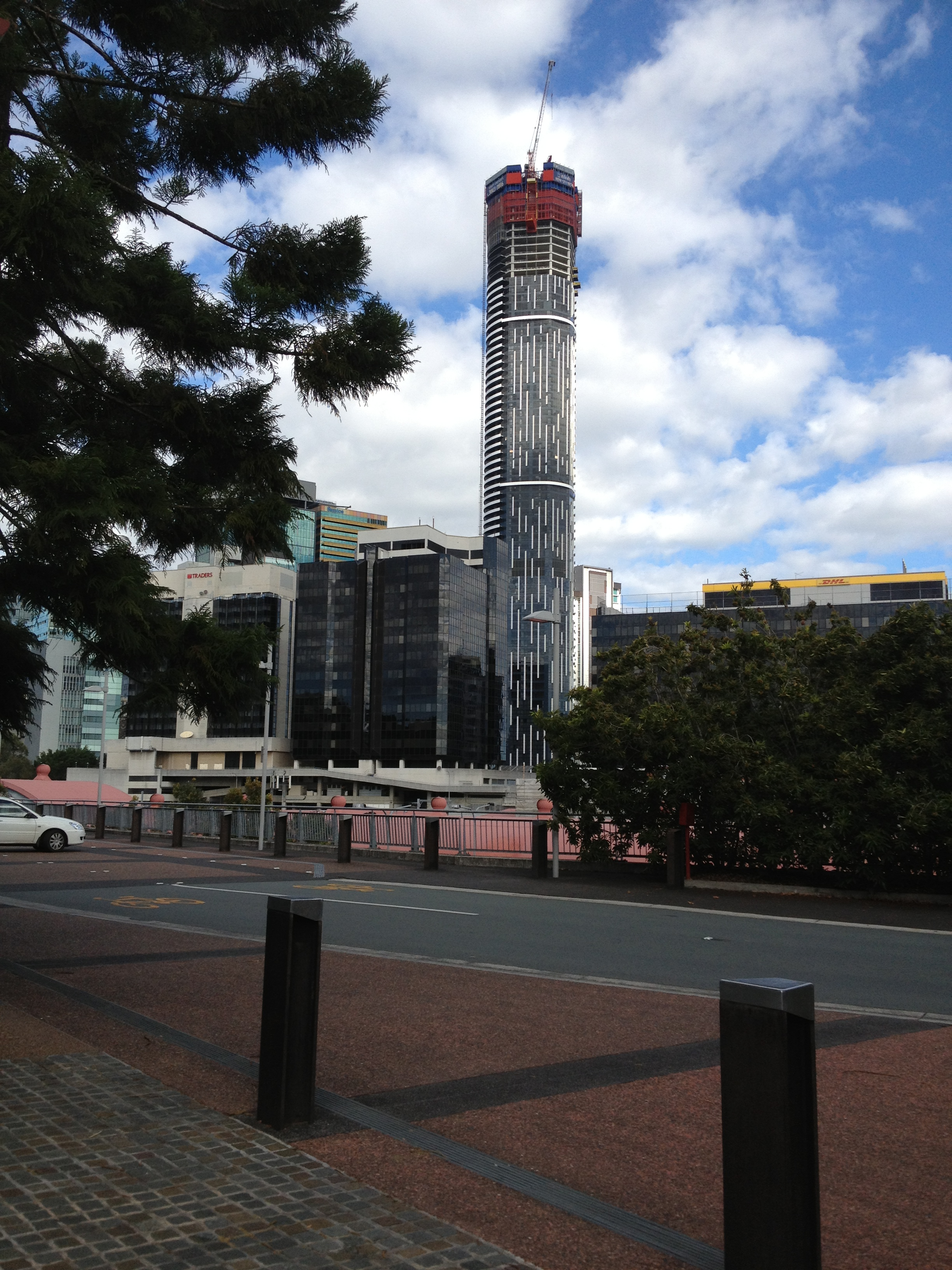
2013年5月尚未竣工的無限塔

## 外部連結
- Building at The Skyscraper Center database
- Infinity Tower in AustralianPlanet